# Eupithecia irambata
Eupithecia irambata là một loài bướm đêm trong họ Geometridae.